# Allium schubertii
Ail de von Schubert, Ail de Jezreel
Espèce
Classification APG III (2009)
Statut de conservation UICN

 EN  : En danger
Allium schubertii, l'Ail de von Schubert ou l'Ail de Jezreel, est une espèce de plante à fleurs de la famille des Amaryllidacées et du genre Allium, originaire du Proche orient.

## Dénominations
Allium schubertii est vraisemblablement dédié au botaniste allemand Gotthilf Heinrich von Schubert (1780-1860) . En effet, dans sa description originale, Zuccarini indique : « Crescit in Palaestinae planitie Jesreel prope Nazareth. Floret Aprili (Iter Schubert) ». Or, Gotthilf von Schubert est l'auteur d'un ouvrage intitulé Reise in das Morgenland in den Jahren 1836 und 1837 qui donne le récit de son pèlerinage à Jérusalem et dans lequel il donne quelques indications sur la flore locale.
Le nom « Ail de Jezreel » provient du nom de la localité d'où il a été décrit, la vallée de Jezreel.

## Caractéristiques

### Description

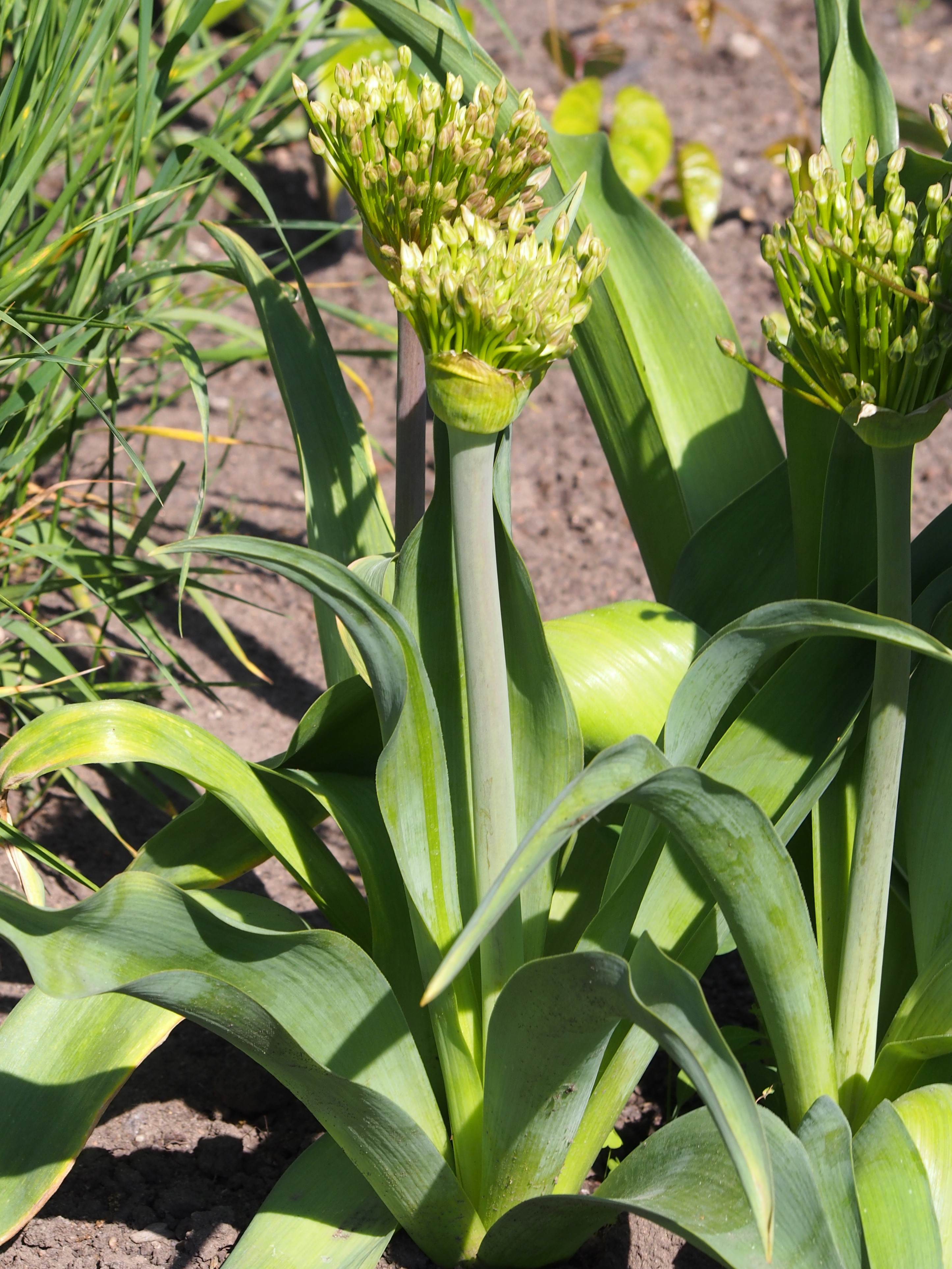
Allium schubertii avant floraison.

Comme la grande majorité des ails, Allium schubertii est une plante vivace, plus précisément un géophyte à bulbe. Ses feuilles larges et planes, ou plus ou moins recourbées en gouttière, forment une rosette basale. La plante n'a pas de tige à proprement parler mais une hampe florale unique de quelques décimètres de haut. Cette dernière porte l'inflorescence en ombelle, très lâche, pourvue de nombreuses fleurs roses.

### Espèces voisines
Allium schubertii serait proche d’Allium caspium et d’Allium siculum, ou encore d’Allium aschersonianum.

### Caractéristiques chimiques
Des saponines stéroïdes ont été isolées à partir des bulbes de cette espèce.

## Taxonomie et classification

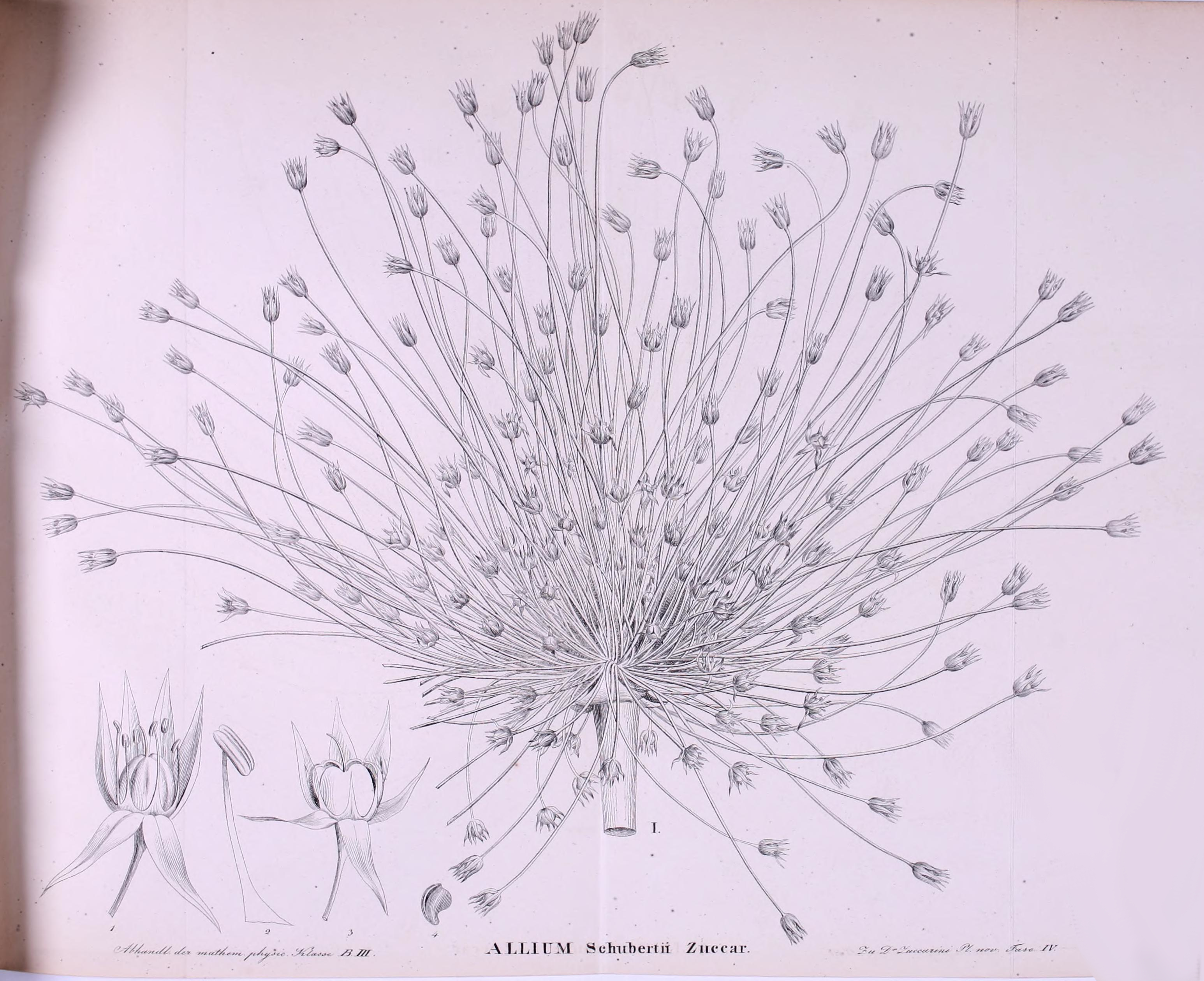
Illustration originale (1843).

Cette plante est décrite en 1843 par Joseph Gerhard Zuccarini depuis des spécimens récoltés dans la vallée de Jezreel, près de Nazareth alors située en Palestine/ Il en donne la description suivante :
« A. folliis scapo tri-quadripedali tereti stricto, umbella amplissima capsulifera polygama, 150-200 radiata, spatha brevi arida plerumque trifida, laciniis obtusis, radiis valde inaequalibus, fertilibus brevioribus, sterilibus elongatis 7-8-pollicaribus, perigonii laciniis lineari-lanceolatis acutis, staminibus basi in cupulam connatis omnibus planis apice subulatis, perigonio dimidio brevioribus. »
Une étude menée par une équipe polonaise en 2008 montre qu’Allium schubertii peut être inclus dans le sous-genre Melanocrommyum, ce que confirme une étude d'une équipe israélienne de 2009, qui précise la classification au sein de la section Melanocrommyum s.str. (et non au sein de la section Kaloprason ni de la section Acanthoprason).

### Synonymes
Il n'existe a priori pas de synonyme référencé.

## Écologie et répartition
La plante est originaire d'une aire comprise entre le sud de la Turquie, la Jordanie et la Libye.
Elle se rencontre dans les pelouses et végétations arbustives ouvertes méditerranéennes de type garrigue,.

### Protection
L'Ail de von Schubert est listé parmi les espèces en danger d'extinction sur la liste rouge mondiale de l'UICN. Les raisons de sa disparition tiennent à la destruction de son habitat par l'agriculture. Il fait partie des espèces cultivées dans le jardin botanique de Jérusalem afin d'en assurer la conservation.

## Utilisation
C'est une espèce appréciée en horticulture pour ses ombelles géantes de fleurs roses ayant l'allure de feux d'artifice.